# Oni (Gruzja)
Oni – miasto w Gruzji, w regionie Racza-Leczchumi i Dolna Swanetia. W 2014 roku liczyło 2656 mieszkańców.